# Réserve aquatique
Les réserves aquatiques sont des aires protégées du Québec (Canada) axées sur la protection de la biodiversité des milieux aquatiques et marins ainsi que les territoires qui les entourent. Ces territoires sont gérés par le Ministère du Développement durable, de l'Environnement et des Parcs (MDDEP). En 2021, ce statut est aboli et remplacé par les réserves de biodiversité pour celle située en milieu terrestre et les réserves marines  pour celle située en milieu marin.

## Liste des réserves aquatiques
| Réserve aquatique                      | Image | Superficie km² | Constitution | MRC                                      |
| -------------------------------------- | ----- | -------------- | ------------ | ---------------------------------------- |
| Estuaire-de-la-Rivière-Bonaventure     |       | 2,19           | 2009         | Bonaventure                              |
| Vallée-de-la-Rivière-Sainte-Marguerite |       | 321,4          | 2020         | Le Fjord-du-Saguenay, La Haute-Côte-Nord |

## Réserves aquatiques projetées
Le gouvernement du Québec prévoit augmenter le nombre de réserves aquatiques, présentement huit autres sont prévues :
- Haute-Harricana
- Lac-au-Foin
- Rivière-Ashuapmushuan
- Rivière-Dumoine
- Rivière-Harricana-Nord
- Rivière-Moisie
- Vallée-de-la-Haute-Rouge